# Eerste klasse 1939-40 (voetbal België)
Het seizoen 1939/40 van de Belgische Eerste Klasse ging van start in het najaar van 1939 en werd vroegtijdig stopgezet bij het uitbreken van de Tweede Wereldoorlog. Door de mobilisatie van vele spelers was de competitie al veel later op het jaar van start gegaan. De competitie, die onder de naam Beker Leysen plaatsvond, telde 14 clubs. Op het moment van de stopzetting stond K. Liersche SK aan de leiding.

## Gepromoveerde teams
Deze teams waren gepromoveerd uit de Tweede Klasse (deze klasse werd nog Eerste Afdeling genoemd) voor de start van het seizoen:
- SC Eendracht Aalst (kampioen in Eerste Afdeling A)
- R. Tilleur FC (kampioen in Eerste Afdeling B)

## Degraderende teams
Wegens de vroegtijdige stopzetting van de competitie degradeerden er geen ploegen naar Tweede Klasse op het eind van het seizoen.

## Titelstrijd
K. Liersche SK stond bij de stopzetting van de competitie aan de leiding. R. Antwerp FC was tweede op twee punten en ARA La Gantoise derde met evenveel punten.

## Degradatiestrijd
K. Boom FC stond bij de stopzetting van de competitie op de laatste plaats. R. Standard Club Liège en RCS Brugeois hadden elk een puntje meer.

## Stand bij stopzetting competitie
|  |    |                             | P  | W | G | V | +  | -  | DS  | Ptn |
|  | -- | --------------------------- | -- | - | - | - | -- | -- | --- | --- |
|  | 1  | K. Liersche SK              | 9  | 8 | 0 | 1 | 48 | 9  | 39  | 16  |
|  | 2  | R. Antwerp FC               | 9  | 6 | 2 | 1 | 18 | 12 | 6   | 14  |
|  | 3  | ARA La Gantoise             | 9  | 7 | 0 | 2 | 22 | 16 | 6   | 14  |
|  | 4  | R. OC de Charleroi          | 10 | 6 | 0 | 4 | 35 | 26 | 9   | 12  |
|  | 5  | R. Beerschot AC             | 8  | 5 | 0 | 3 | 28 | 14 | 14  | 10  |
|  | 6  | R. Tilleur FC               | 9  | 3 | 3 | 3 | 22 | 20 | 2   | 9   |
|  | 7  | RFC Malinois                | 8  | 3 | 2 | 3 | 27 | 21 | 6   | 8   |
|  | 8  | RSC Anderlechtois           | 8  | 4 | 0 | 4 | 29 | 14 | 15  | 8   |
|  | 9  | R. White Star AC            | 10 | 3 | 2 | 5 | 24 | 30 | -6  | 8   |
|  | 10 | SC Eendracht Aalst          | 10 | 3 | 1 | 6 | 14 | 38 | -24 | 7   |
|  | 11 | Union Royale Saint-Gilloise | 10 | 3 | 1 | 6 | 20 | 33 | -13 | 7   |
|  | 12 | R. Standard Club Liège      | 11 | 2 | 2 | 7 | 20 | 37 | -17 | 6   |
|  | 13 | RCS Brugeois                | 9  | 2 | 2 | 5 | 15 | 22 | -7  | 6   |
|  | 14 | K. Boom FC                  | 10 | 2 | 1 | 7 | 11 | 30 | -19 | 5   |

P: wedstrijden gespeeld, W: wedstrijden gewonnen, G: gelijke spelen, V: wedstrijden verloren, +: gescoorde doelpunten, -: doelpunten tegen, DS: doelsaldo, Ptn: totaal punten
K: kampioen, D: degradeert

## Topschutter
| Scorer           | Goals | Team           | Nationaliteit |
| ---------------- | ----- | -------------- | ------------- |
| Bernard Voorhoof | 16    | K. Liersche SK | België        |

1895/96 · 1896/97 · 1897/98 · 1898/99 · 1899/00 · 1900/01 · 1901/02 · 1902/03 · 1903/04 · 1904/05 · 1905/06 · 1906/07 · 1907/08 · 1908/09 · 1909/10 · 1910/11 · 1911/12 · 1912/13 · 1913/14 · 1914/15 · 1915/16 · 1916/17 · 1917/18 · 1918/19 · 
1919/20 · 1920/21 · 1921/22 · 1922/23 · 1923/24 · 1924/25 · 1925/26 · 1926/27 · 1927/28 · 1928/29 · 1929/30 · 1930/31 · 1931/32 · 1932/33 · 1933/34 · 1934/35 · 1935/36 · 1936/37 · 1937/38 · 1938/39 · 1939/40 · 1940/41 · 1941/42 · 1942/43 · 1943/44 · 1944/45 · 1945/46 · 1946/47 · 1947/48 · 1948/49 · 1949/50 · 1950/51 · 1951/52 · 1952/53 · 1953/54 · 1954/55 · 1955/56 · 1956/57 · 1957/58 · 1958/59 · 1959/60 · 1960/61 · 1961/62 · 1962/63 · 1963/64 · 1964/65 · 1965/66 · 1966/67 · 1967/68 · 1968/69 · 1969/70 · 1970/71 · 1971/72 · 1972/73 · 1973/74 · 1974/75 · 1975/76 · 1976/77 · 1977/78 · 1978/79 · 1979/80 · 1980/81 · 1981/82 · 1982/83 · 1983/84 · 1984/85 · 1985/86 · 1986/87 · 1987/88 · 1988/89 · 1989/90 · 1990/91 · 1991/92 · 1992/93 · 1993/94 · 1994/95 · 1995/96 · 1996/97 · 1997/98 · 1998/99 · 1999/00 · 2000/01 · 2001/02 · 2002/03 · 2003/04 · 2004/05 · 2005/06 · 2006/07 · 2007/08 · 2008/09 · 2009/10 · 2010/11 · 2011/12 · 2012/13 · 2013/14 · 2014/15 · 2015/16 · 2016/17 · 2017/18 · 2018/19 · 2019/20 · 2020/21· 2021/22 · 2022/23 · 2023/24 · 2024/25